# Championnat de Russie de football de troisième division 2001
Navigation
Édition précédente Édition suivante
La saison 2001 de Vtoroï Divizion est la dixième édition de la troisième division russe. Elle prend place du 28 mars au 7 novembre 2001.
Cent-dix clubs du pays sont divisés en six zones géographiques (Centre, Est, Ouest, Oural, Povoljié, Sud) contenant entre seize et vingt équipes chacune, où ils s'affrontent deux fois, à domicile et à l'extérieur. En fin de saison, un nombre variable d'équipes dans chaque zone est relégué en quatrième division, tandis que le vainqueur de chaque zone est qualifié pour les barrages de promotion qui voient s'affronter les six vainqueurs de groupe pour déterminer les trois clubs promus en deuxième division.

## Compétition

### Règlement
Le classement est établi sur le barème de points suivant : trois points pour une victoire, un pour un match nul et aucun pour une défaite. Pour départager les équipes à égalité de points, les critères suivants sont utilisés :
1. Nombre de matchs gagnés
2. Confrontations directes (points, matchs gagnés, différence de buts, buts marqués, buts marqués à l'extérieur)
3. Différence de buts générale
4. Buts marqués (général)
5. Buts marqués à l'extérieur (général)

### Zone Centre

#### Participants
Légende des couleurs
- Relégué de deuxième division
- Promu de quatrième division

| Club                              | D3 depuis | Classement 2000     |
| --------------------------------- | --------- | ------------------- |
| Metallourg Lipetsk                | 2001      | 18 (D2)             |
| Dinamo Briansk                    | 1998      | 2                   |
| FK Orel                           | 1997      | 3                   |
| Spartak Tambov                    | 1997      | 4                   |
| FK Krasnoznamensk                 | 2000      | 6                   |
| Kosmos Elektrostal                | 1998      | 7                   |
| Avangard Koursk                   | 1996      | 8                   |
| Lokomotiv Kalouga                 | 1998      | 10                  |
| Lokomotiv Liski                   | 1996      | 11                  |
| FK Kolomna                        | 1998      | 12                  |
| Spartak-Orekhovo Orekhovo-Zouïevo | 2000      | 13                  |
| Agrokomplekt Riazan               | 2000      | 14                  |
| FK Ielets                         | 2000      | 15                  |
| Don Novomoskovsk                  | 1996      | 16                  |
| Fabous Bronnitsy                  | 1998      | 17                  |
| Titan Reoutov                     | 1998      | 18                  |
| Spartak Loukhovitsy               | 1998      | 19                  |
| Arsenal-2 Toula                   | 1998      | 20                  |
| Vitiaz Podolsk                    | 2001      | 1 (D4, Podmoskovié) |
| Saliout-Energia Belgorod          | 2001      | 1 (D4, Tchernozem)  |

#### Classement
| Rang | Équipe                            | Pts | J  | G  | N  | P  | Bp | Bc | Diff |
| ---- | --------------------------------- | --- | -- | -- | -- | -- | -- | -- | ---- |
| 1    | Metallourg Lipetsk R              | 87  | 38 | 26 | 9  | 3  | 82 | 19 | +63  |
| 2    | Saliout-Energia Belgorod P        | 85  | 38 | 25 | 10 | 3  | 78 | 29 | +49  |
| 3    | Dinamo Briansk                    | 82  | 38 | 24 | 10 | 4  | 64 | 23 | +41  |
| 4    | Vitiaz Podolsk P                  | 75  | 38 | 22 | 9  | 7  | 73 | 34 | +39  |
| 5    | FK Orel                           | 67  | 38 | 19 | 10 | 9  | 48 | 28 | +20  |
| 6    | Spartak Tambov                    | 65  | 38 | 19 | 8  | 11 | 58 | 46 | +12  |
| 7    | Lokomotiv Kalouga                 | 62  | 38 | 19 | 5  | 14 | 60 | 53 | +7   |
| 8    | Avangard Koursk                   | 58  | 38 | 17 | 7  | 14 | 47 | 41 | +6   |
| 9    | Spartak-Orekhovo Orekhovo-Zouïevo | 46  | 38 | 13 | 7  | 18 | 41 | 50 | -9   |
| 10   | Spartak Loukhovitsy               | 46  | 38 | 12 | 10 | 16 | 35 | 42 | -7   |
| 11   | Agrokomplekt Riazan               | 46  | 38 | 11 | 13 | 14 | 36 | 35 | +1   |
| 12   | Kosmos Elektrostal                | 45  | 38 | 11 | 12 | 15 | 44 | 51 | -7   |
| 13   | Titan Reoutov                     | 43  | 38 | 11 | 10 | 17 | 44 | 59 | -15  |
| 14   | FK Krasnoznamensk                 | 41  | 38 | 12 | 5  | 21 | 47 | 80 | -33  |
| 15   | FK Ielets                         | 40  | 38 | 10 | 10 | 18 | 36 | 56 | -20  |
| 16   | Arsenal-2 Toula                   | 38  | 38 | 8  | 14 | 16 | 41 | 58 | -17  |
| 17   | Fabous Bronnitsy                  | 36  | 38 | 10 | 6  | 22 | 45 | 63 | -18  |
| 18   | Lokomotiv Liski                   | 35  | 38 | 9  | 8  | 21 | 35 | 53 | -18  |
| 19   | FK Kolomna                        | 30  | 38 | 7  | 9  | 22 | 25 | 68 | -43  |
| 20   | Don Novomoskovsk                  | 23  | 38 | 6  | 6  | 26 | 16 | 67 | -51  |

Promotion en deuxième division
- 1er : barrages de promotion

Abréviations
- P : Promu de quatrième division
- R : Relégué de deuxième division

### Zone Est

#### Participants
Légende des couleurs
- Promu de quatrième division

| Club                             | D3 depuis | Classement 2000 |
| -------------------------------- | --------- | --------------- |
| Metallourg-Zapsib Novokouznetsk  | 1994      | 1               |
| SKA-Energia Khabarovsk           | 1994      | 2               |
| Zvezda Irkoutsk                  | 1997      | 3               |
| Luch Vladivostok                 | 1998      | 4               |
| FK Tioumen                       | 2000      | 4 (Oural)       |
| Okean Nakhodka                   | 1997      | 5               |
| Tchkalovets-Olimpik Novossibirsk | 2000      | 6               |
| Irtych Omsk                      | 1999      | 7               |
| Sibiriak Bratsk                  | 1998      | 8               |
| Selenga Oulan-Oude               | 1994      | 9               |
| Amour-Energia Blagovechtchensk   | 1993      | 10              |
| Dinamo Barnaoul                  | 1994      | 11              |
| Kouzbass-Dinamo Kemerovo         | 1994      | 12              |
| Dinamo Omsk                      | 1993      | 13              |
| Tchkalovets-1936 Novossibirsk    | 2001      | 1 (D4, Sibérie) |
| Chakhtior Prokopievsk            | 2001      | 2 (D4, Sibérie) |

#### Classement
| Rang | Équipe                           | Pts | J  | G  | N  | P  | Bp | Bc | Diff |
| ---- | -------------------------------- | --- | -- | -- | -- | -- | -- | -- | ---- |
| 1    | SKA-Energia Khabarovsk           | 65  | 28 | 20 | 5  | 3  | 57 | 15 | +42  |
| 2    | Metallourg-Zapsib Novokouznetsk  | 56  | 28 | 16 | 8  | 4  | 39 | 17 | +22  |
| 3    | FK Tioumen                       | 55  | 28 | 17 | 4  | 7  | 49 | 25 | +24  |
| 4    | Kouzbass-Dinamo Kemerovo         | 52  | 28 | 15 | 7  | 6  | 45 | 21 | +24  |
| 5    | Tchkalovets-1936 Novossibirsk P  | 47  | 28 | 12 | 11 | 5  | 36 | 21 | +15  |
| 6    | Irtych Omsk                      | 43  | 28 | 11 | 10 | 7  | 29 | 20 | +9   |
| 7    | Sibiriak Bratsk                  | 38  | 28 | 10 | 8  | 10 | 24 | 29 | -5   |
| 8    | Luch Vladivostok                 | 37  | 28 | 9  | 10 | 9  | 31 | 29 | +2   |
| 9    | Okean Nakhodka                   | 34  | 28 | 9  | 7  | 12 | 29 | 43 | -14  |
| 10   | Dinamo Barnaoul                  | 32  | 28 | 10 | 2  | 16 | 34 | 38 | -4   |
| 11   | Tchkalovets-Olimpik Novossibirsk | 31  | 28 | 9  | 4  | 15 | 30 | 46 | -16  |
| 12   | Selenga Oulan-Oude               | 30  | 28 | 8  | 6  | 14 | 23 | 43 | -20  |
| 13   | Amour-Energia Blagovechtchensk   | 28  | 28 | 6  | 10 | 12 | 32 | 41 | -9   |
| 14   | Zvezda Irkoutsk                  | 27  | 28 | 8  | 3  | 17 | 22 | 43 | -21  |
| 15   | Chakhtior Prokopievsk P          | 6   | 28 | 1  | 3  | 24 | 14 | 63 | -49  |
| 16   | Dinamo Omsk                      | 0   | 0  | 0  | 0  | 0  | 0  | 0  | 0    |

Promotion en deuxième division
- 1er : barrages de promotion

Relégation en quatrième division
- 16e : abandon

Abréviations
- P : Promu de quatrième division.

1. ↑  Le Dinamo Omsk se retire de la compétition à l'issue de la onzième journée. L'intégralité de ses résultats sont annulés.

### Zone Ouest

#### Participants
Légende des couleurs
- Promu de quatrième division

| Club                                 | D3 depuis | Classement 2000     |
| ------------------------------------ | --------- | ------------------- |
| Severstal Tcherepovets               | 2000      | 1                   |
| Dinamo Vologda                       | 1994      | 2                   |
| Spartak Chtchiolkovo                 | 1995      | 3                   |
| Pskov-2000                           | 2000      | 4                   |
| Mosenergo Moscou                     | 1998      | 5                   |
| Lotto-MKM Moscou                     | 2000      | 5 (Centre)          |
| Volotchanine-89 Vychni Volotchek     | 1998      | 6                   |
| Neftianik Iaroslavl                  | 1998      | 8                   |
| Lokomotiv-Zénith-2 Saint-Pétersbourg | 1998      | 9                   |
| Spartak-Telekom Chouïa               | 1998      | 9 (Centre)          |
| Avtomobilist Noguinsk                | 1997      | 10                  |
| Sportakademklub Moscou               | 1998      | 11                  |
| Oazis Iartsevo                       | 1999      | 13                  |
| Spartak Kostroma                     | 1998      | 16                  |
| Krivitchi Velikié Louki              | 1998      | 19                  |
| Torpedo Vladimir                     | 2001      | 1 (D4, Anneau d'or) |
| Svetogorets Svetogorsk               | 2001      | 1 (D4, Nord-Ouest)  |
| Nika Moscou                          | 2001      | 2 (D4, Moscou)      |
| Dinamo Saint-Pétersbourg             | 2001      | 2 (D4, Nord-Ouest)  |
| FK Rybinsk                           | 2001      | 3 (D4, Anneau d'or) |

#### Classement
| Rang | Équipe                               | Pts | J  | G  | N  | P  | Bp | Bc | Diff |
| ---- | ------------------------------------ | --- | -- | -- | -- | -- | -- | -- | ---- |
| 1    | Dinamo Saint-Pétersbourg P           | 93  | 38 | 29 | 6  | 3  | 84 | 21 | +63  |
| 2    | Pskov-2000                           | 80  | 38 | 23 | 11 | 4  | 61 | 31 | +30  |
| 3    | Volotchanine-89 Vychni Volotchek     | 72  | 38 | 20 | 12 | 6  | 45 | 21 | +24  |
| 4    | Mosenergo Moscou                     | 69  | 38 | 21 | 6  | 11 | 67 | 39 | +28  |
| 5    | Dinamo Vologda                       | 69  | 38 | 20 | 9  | 9  | 58 | 31 | +27  |
| 6    | Serverstal Tcherepovets              | 67  | 38 | 20 | 7  | 11 | 66 | 48 | +18  |
| 7    | Svetogorets Svetogorsk P             | 66  | 38 | 20 | 6  | 12 | 66 | 46 | +20  |
| 8    | Lokomotiv-Zénith-2 Saint-Pétersbourg | 62  | 38 | 16 | 14 | 8  | 56 | 39 | +17  |
| 9    | Spartak Chtchiolkovo                 | 61  | 38 | 15 | 16 | 7  | 52 | 35 | +17  |
| 10   | Neftianik Iaroslavl                  | 56  | 38 | 15 | 11 | 12 | 46 | 38 | +8   |
| 11   | Lotto-MKM Moscou                     | 53  | 38 | 15 | 8  | 15 | 47 | 47 | 0    |
| 12   | Spartak-Telekom Chouïa               | 48  | 38 | 12 | 12 | 14 | 45 | 53 | -8   |
| 13   | Torpedo Vladimir P                   | 46  | 38 | 13 | 7  | 18 | 40 | 52 | -12  |
| 14   | Spartak Kostroma                     | 43  | 38 | 10 | 13 | 15 | 39 | 54 | -15  |
| 15   | Sportakademklub Moscou               | 37  | 38 | 9  | 10 | 19 | 40 | 61 | -21  |
| 16   | Avtomobilist Noguinsk                | 31  | 38 | 7  | 10 | 21 | 30 | 62 | -32  |
| 17   | FK Rybinsk P                         | 29  | 38 | 6  | 11 | 21 | 37 | 63 | -26  |
| 18   | Oazis Iartsevo                       | 24  | 38 | 6  | 6  | 26 | 31 | 68 | -37  |
| 19   | Krivitchi Velikié Louki              | 23  | 38 | 6  | 5  | 27 | 28 | 75 | -47  |
| 20   | Nika Moscou P                        | 20  | 38 | 6  | 2  | 30 | 36 | 90 | -54  |

Promotion en deuxième division
- 1er : barrages de promotion

Relégation en quatrième division
- 19e et 20e : relégation

- 18e : rétrogradation

Abréviations
- P : Promu de quatrième division

1. ↑  L'Oazis Iartsevo est dissous à l'issue de la saison.

### Zone Oural

#### Participants
Légende des couleurs
- Relégué de deuxième division
- Promu de quatrième division

| Club                             | D3 depuis | Classement 2000  |
| -------------------------------- | --------- | ---------------- |
| Nosta Novotroïtsk                | 2001      | 16 (D2)          |
| Ouralmach Iekaterinbourg         | 1998      | 2                |
| Kamaz Naberejnye Tchelny         | 1999      | 3                |
| Sodovik Sterlitamak              | 1997      | 5                |
| Metallourg-Metiznik Magnitogorsk | 1998      | 6                |
| Zénith Tcheliabinsk              | 1998      | 7                |
| Ouralets Nijni Taguil            | 1998      | 8                |
| Gazovik Orenbourg                | 1998      | 9                |
| OuralAZ Miass                    | 1994      | 10               |
| Dinamo Perm                      | 1998      | 11               |
| Energia Tchaïkovski              | 1996      | 12               |
| Dinamo-Machinostroïtel Kirov     | 1999      | 13               |
| Dinamo Ijevsk                    | 1995      | 14               |
| Spartak Kourgan                  | 1992      | 16               |
| FK Berezniki                     | 2001      | 1 (D4, Oural)    |
| Alnas Almetievsk                 | 2001      | 1 (D4, Povoljié) |

#### Classement
| Rang | Équipe                           | Pts | J  | G  | N  | P  | Bp | Bc  | Diff |
| ---- | -------------------------------- | --- | -- | -- | -- | -- | -- | --- | ---- |
| 1    | Ouralmach Iekaterinbourg         | 83  | 30 | 27 | 2  | 1  | 83 | 11  | +72  |
| 2    | Sodovik Sterlitamak              | 68  | 30 | 21 | 5  | 4  | 75 | 21  | +54  |
| 3    | Kamaz Naberejnye Tchelny         | 64  | 30 | 21 | 1  | 8  | 81 | 26  | +55  |
| 4    | Nosta Novotroïtsk R              | 59  | 30 | 18 | 5  | 7  | 76 | 25  | +51  |
| 5    | Alnas Almetievsk P               | 54  | 30 | 16 | 6  | 8  | 54 | 32  | +22  |
| 6    | Gazovik Orenbourg                | 52  | 30 | 16 | 4  | 10 | 43 | 28  | +15  |
| 7    | Zénith Tcheliabinsk              | 47  | 30 | 12 | 11 | 7  | 43 | 24  | +19  |
| 8    | Metallourg-Metiznik Magnitogorsk | 45  | 30 | 14 | 3  | 13 | 45 | 43  | +2   |
| 9    | Dinamo-Machinostroïtel Kirov     | 42  | 30 | 12 | 6  | 12 | 42 | 41  | +1   |
| 10   | OuralAZ Miass                    | 40  | 30 | 12 | 4  | 14 | 32 | 36  | -4   |
| 11   | Ouralets Nijni Taguil            | 39  | 30 | 12 | 3  | 15 | 50 | 48  | +2   |
| 12   | Dinamo Perm                      | 33  | 30 | 9  | 6  | 15 | 35 | 46  | -11  |
| 13   | FK Berezniki P                   | 29  | 30 | 8  | 5  | 17 | 30 | 58  | -28  |
| 14   | Dinamo Ijevsk                    | 17  | 30 | 4  | 5  | 21 | 17 | 52  | -35  |
| 15   | Energia Tchaïkovski              | 8   | 30 | 2  | 2  | 26 | 11 | 109 | -98  |
| 16   | Spartak Kourgan                  | 6   | 30 | 2  | 0  | 28 | 11 | 128 | -117 |

Promotion en deuxième division
- 1er : barrages de promotion

Relégation en quatrième division
- 16e : relégation
- 10e et 13e : rétrogradation

Abréviations
- P : Promu de quatrième division
- R : Relégué de deuxième division

1. 1 2  L'OuralAZ Miass et le FK Berezniki se retirent de la compétition à l'issue de la saison.

### Zone Povoljié

#### Participants
Légende des couleurs
- Promu de quatrième division

| Club                                 | D3 depuis | Classement 2000  |
| ------------------------------------ | --------- | ---------------- |
| Svetotekhnika Saransk                | 1994      | 1                |
| Torpedo Pavlovo                      | 1995      | 2                |
| Volga Oulianovsk                     | 1997      | 3                |
| Metallourg Vyksa                     | 1999      | 4                |
| FK Balakovo                          | 1998      | 5                |
| Torpedo-Viktoria Nijni Novgorod (ru) | 2000      | 6                |
| Energetik Ouren                      | 1998      | 7                |
| Iskra Engels                         | 1998      | 8                |
| Lada-Energia Dimitrovgrad            | 2000      | 9                |
| Olimpia Volgograd                    | 2000      | 10               |
| Diana Voljsk                         | 1998      | 11               |
| Biokhimik-Mordovia Saransk           | 1998      | 12               |
| Sibour-Khimik Dzerjinsk              | 1998      | 13               |
| Khopior Balachov                     | 2000      | 15               |
| Spartak Iochkar-Ola                  | 2000      | 15 (Oural)       |
| Torpedo Voljski                      | 1998      | 16               |
| Saliout Saratov                      | 1998      | 18               |
| Elektronika Nijni Novgorod           | 2001      | 3 (D4, Povoljié) |

#### Classement
| Rang | Équipe                               | Pts | J  | G  | N  | P  | Bp | Bc  | Diff |
| ---- | ------------------------------------ | --- | -- | -- | -- | -- | -- | --- | ---- |
| 1    | Svetotekhnika Saransk                | 85  | 34 | 28 | 1  | 5  | 79 | 17  | +62  |
| 2    | Volga Oulianovsk                     | 80  | 34 | 24 | 8  | 2  | 67 | 12  | +55  |
| 3    | Olimpia Volgograd                    | 72  | 34 | 22 | 6  | 6  | 57 | 23  | +34  |
| 4    | Energetik Ouren                      | 72  | 34 | 22 | 6  | 6  | 79 | 34  | +45  |
| 5    | Sibour-Khimik Dzerjinsk              | 61  | 34 | 18 | 7  | 9  | 49 | 23  | +26  |
| 6    | Metallourg Vyksa                     | 59  | 34 | 16 | 11 | 7  | 55 | 34  | +21  |
| 7    | Lada-Energia Dimitrovgrad            | 55  | 34 | 15 | 10 | 9  | 58 | 40  | +18  |
| 8    | Diana Voljsk                         | 50  | 34 | 14 | 8  | 12 | 46 | 39  | +7   |
| 9    | Elektronika Nijni Novgorod P         | 49  | 34 | 13 | 10 | 11 | 54 | 43  | +11  |
| 10   | Biokhimik-Mordovia Saransk           | 47  | 34 | 13 | 8  | 13 | 42 | 37  | +5   |
| 11   | Iskra Engels                         | 45  | 34 | 13 | 6  | 15 | 54 | 46  | +8   |
| 12   | Torpedo Pavlovo                      | 44  | 34 | 11 | 11 | 12 | 39 | 37  | +2   |
| 13   | FK Balakovo                          | 44  | 34 | 11 | 11 | 12 | 47 | 58  | -11  |
| 14   | Khopior Balachov                     | 31  | 34 | 8  | 7  | 19 | 25 | 51  | -26  |
| 15   | Torpedo Voljski                      | 19  | 34 | 5  | 4  | 25 | 26 | 80  | -54  |
| 16   | Spartak Iochkar-Ola                  | 17  | 34 | 4  | 5  | 25 | 13 | 51  | -38  |
| 17   | Torpedo-Viktoria Nijni Novgorod (ru) | 13  | 34 | 3  | 4  | 27 | 15 | 79  | -64  |
| 18   | Saliout Saratov                      | 11  | 34 | 2  | 5  | 27 | 21 | 122 | -101 |

Promotion en deuxième division
- 1er : barrages de promotion

Relégation en quatrième division
- 18e : relégation

- 17e : abandon

Abréviations
- P : Promu de quatrième division

1. ↑  Le Torpedo-Viktoria Nijni Novgorod se retire de la compétition à l'issue de la phase aller. Ses matchs restants sont comptés comme des défaites sur tapis vert sur le score de 3-0 en faveur de l'adversaire.

### Zone Sud

#### Participants
Légende des couleurs
- Relégué de deuxième division
- Promu de quatrième division

| Club                            | D3 depuis | Classement 2000 |
| ------------------------------- | --------- | --------------- |
| Jemtchoujina Sotchi             | 2001      | 17 (D2)         |
| SKA Rostov                      | 1999      | 2               |
| Angoucht Nazran                 | 1996      | 3               |
| Droujba Maïkop                  | 1999      | 4               |
| Dinamo Stavropol                | 2000      | 5               |
| Avtodor Vladikavkaz             | 1995      | 6               |
| Spartak-Kavkaztransgaz Izobilny | 2000      | 7               |
| Kavkazkabel Prokhladny          | 1992      | 8               |
| Nart Nartkala                   | 1998      | 9               |
| Vitiaz Krymsk                   | 1999      | 10              |
| Soudostroïtel Astrakhan         | 2000      | 11              |
| Venets Goulkevitchi             | 1997      | 12              |
| FK Mozdok                       | 1998      | 13              |
| Dinamo Makhatchkala             | 1998      | 14              |
| Chakhtior Chakhty               | 1998      | 16              |
| FK Slaviansk                    | 1998      | 17              |
| Krasnodar-2000                  | 2001      | 1 (D4, Caucase) |
| Lokomotiv-Taïm Mineralnye Vody  | 2001      | 1 (D4, Sud)     |
| Spartak Anapa                   | 2001      | 2 (D4, Caucase) |
| Terek Grozny                    | 2001      | Réinscription   |

#### Classement
| Rang | Équipe                           | Pts | J  | G  | N  | P  | Bp  | Bc  | Diff |
| ---- | -------------------------------- | --- | -- | -- | -- | -- | --- | --- | ---- |
| 1    | SKA Rostov                       | 98  | 38 | 32 | 2  | 4  | 110 | 27  | +83  |
| 2    | Dinamo Stavropol                 | 86  | 38 | 27 | 5  | 6  | 72  | 22  | +50  |
| 3    | Avtodor Vladikavkaz              | 77  | 38 | 24 | 5  | 9  | 85  | 36  | +49  |
| 4    | Krasnodar-2000 P                 | 76  | 38 | 24 | 4  | 10 | 89  | 37  | +52  |
| 5    | Terek Grozny P                   | 73  | 38 | 22 | 7  | 9  | 57  | 29  | +28  |
| 6    | Dinamo Makhatchkala              | 70  | 38 | 21 | 7  | 10 | 76  | 37  | +39  |
| 7    | Kavkazkabel Prokhladny           | 67  | 38 | 20 | 7  | 11 | 64  | 43  | +21  |
| 8    | Angoucht Nazran                  | 66  | 38 | 19 | 9  | 10 | 58  | 36  | +22  |
| 9    | Jemtchoujina Sotchi R            | 54  | 38 | 16 | 6  | 16 | 59  | 47  | +12  |
| 10   | Soudostroïtel Astrakhan          | 53  | 38 | 14 | 11 | 13 | 51  | 36  | +15  |
| 11   | Droujba Maïkop                   | 52  | 38 | 15 | 7  | 16 | 47  | 62  | -15  |
| 12   | FK Slaviansk                     | 47  | 38 | 14 | 5  | 19 | 47  | 60  | -13  |
| 13   | Spartak Anapa P                  | 47  | 38 | 14 | 5  | 19 | 43  | 67  | -24  |
| 14   | Nart Nartkala                    | 45  | 38 | 13 | 6  | 19 | 43  | 53  | -10  |
| 15   | Vitiaz Krymsk                    | 38  | 38 | 10 | 8  | 20 | 45  | 58  | -13  |
| 16   | FK Mozdok                        | 36  | 38 | 10 | 6  | 22 | 38  | 52  | -14  |
| 17   | Spartak-Kavkaztransgaz Izobilny  | 35  | 38 | 10 | 5  | 23 | 32  | 52  | -20  |
| 18   | Venets Goulkevitchi              | 35  | 38 | 9  | 8  | 21 | 33  | 74  | -41  |
| 19   | Chakhtior Chakhty                | 23  | 38 | 6  | 5  | 27 | 32  | 93  | -61  |
| 20   | Lokomotiv-Taïm Mineralnye Vody P | 3   | 38 | 1  | 0  | 37 | 18  | 178 | -160 |

Promotion en deuxième division
- 1er : barrages de promotion

Relégation en quatrième division
- 20e : relégation

Abréviations
- P : Promu de quatrième division
- R : Relégué de deuxième division

### Barrages de promotion
À l'issue de la saison, les six vainqueurs de chaque zone s'affrontent pour déterminer les trois clubs promus en deuxième division. Ces barrages se déroulent dans le cadre d'une confrontation à deux manches et voient s'opposer l'Ouralmach Iekaterinbourg au SKA-Energia Khabarovsk, le Dinamo Saint-Pétersbourg au Metallourg Lipetsk, et le Svetotekhnika Saransk au SKA Rostov. À l'issue de ces confrontations, le SKA-Energia Khabarovsk, le Dinamo Saint-Pétersbourg et le SKA Rostov sont officiellement promus en deuxième division.
| Équipe                           | Aller | Total  | Retour | Équipe                       |
| -------------------------------- | ----- | ------ | ------ | ---------------------------- |
| Ouralmach Iekaterinbourg (Oural) | 2 - 2 | 3 - 3E | 1 - 1  | (Est) SKA-Energia Khabarovsk |
| Dinamo Saint-Pétersbourg (Ouest) | 2 - 0 | 2 - 1  | 0 - 1  | (Centre) Metallourg Lipetsk  |
| Svetotekhnika Saransk (Povoljié) | 1 - 1 | 1 - 2  | 0 - 1  | (Sud) SKA Rostov             |